# Takeshi Okada
Takeshi Okada (født 25. august 1956) er en japansk fodboldtræner og tidligere fodboldspiller. Han var i perioden 2007-2010 træner for Japans fodboldlandshold
I løbet af sin spillerkarriere spillede han ti år for Furukawa Electric. Han står noteret for 24 landskampe for Japan, og han har scoret et mål.
Han var det japanske fodboldlandsholds træner ved VM i fodbold 1998, og igen ved VM i fodbold 2010.

## Japans fodboldlandshold
| Japans landshold | Japans landshold | Japans landshold |
| År               | Kmp              | Mål              |
| ---------------- | ---------------- | ---------------- |
| 1980             | 3                | 0                |
| 1981             | 5                | 0                |
| 1982             | 2                | 1                |
| 1983             | 7                | 0                |
| 1984             | 4                | 0                |
| 1985             | 3                | 0                |
| Total            | 24               | 1                |